# Caesars Superdome
A Caesars Superdome (vagy gyakran csak Superdome, The Dome, esetleg New Orleans Superdome, korábban Louisiana Superdome (1975–2011), illetve Mercedes-Benz Superdome (2011–2021)), egy nagy, többcélú sportlétesítmény New Orleansban, Louisiana államban.

## Külső hivatkozások
- Hivatalos Louisiana Superdome website
- Southeastern Architectural Archive, Tulane University